# Carrier Global
Carrier Global Corporation er en amerikansk multinational producent af varme, ventilation, aircondition, kølesystemer samt brand- og sikkerhedssystemer. De har hovedkvarter i Palm Beach Gardens, Florida. I 2022 havde de årsomsætning på 20 mia. US $ samt over 52.000 ansatte. Carrier har kunder i 160 lande.
I 1908 blev Carrier Air Conditioner Company etableret som et datterselskab til Buffalo Forge Company. Carrier Engineering Corporation blev etableret i 1915 ved en fusion mellem Carrier og 6 andre virksomheder.